# Грант (округ, Орегон)
Округ Грант (англ. Grant County) располагается в штате Орегон, США. Официально образован 14 октября 1864 года. По состоянию на 2010 год, численность населения составляла 7445 человека.

## География
По данным Бюро переписи США, общая площадь округа равняется 11 730,122 км2, из которых 11 730,122 км2 суша и 1,000 км2 или 0,020 % это водоёмы.

## Население
По данным переписи населения 2000 года в округе проживает 7 935 жителей в составе 3 246 домашних хозяйств и 2 233 семей. Плотность населения составляет 1,00 человек на км2. На территории округа насчитывается 4 004 жилых строений, при плотности застройки менее 1,00-го строения на км2. Расовый состав населения: белые — 95,69 %, афроамериканцы — 0,10 %, коренные американцы (индейцы) — 1,60 %, азиаты — 0,19 %, гавайцы — 0,04 %, представители других рас — 0,68 %, представители двух или более рас — 1,70 %. Испаноязычные составляли 2,05 % населения независимо от расы.
В составе 30,10 % из общего числа домашних хозяйств проживают дети в возрасте до 18 лет, 57,90 % домашних хозяйств представляют собой супружеские пары проживающие вместе, 7,90 % домашних хозяйств представляют собой одиноких женщин без супруга, 31,20 % домашних хозяйств не имеют отношения к семьям, 27,10 % домашних хозяйств состоят из одного человека, 10,90 % домашних хозяйств состоят из престарелых (65 лет и старше), проживающих в одиночестве. Средний размер домашнего хозяйства составляет 2,39 человека, и средний размер семьи 2,89 человека.
Возрастной состав округа: 25,80 % моложе 18 лет, 5,60 % от 18 до 24, 24,00 % от 25 до 44, 27,90 % от 45 до 64 и 27,90 % от 65 и старше. Средний возраст жителя округа 42 лет. На каждые 100 женщин приходится 99,30 мужчин. На каждые 100 женщин старше 18 лет приходится 97,10 мужчин.
Средний доход на домохозяйство в округе составлял 32 560 USD, на семью — 37 159 USD. Среднестатистический заработок мужчины был 31 843 USD против 22 253 USD для женщины. Доход на душу населения составлял 16 794 USD. Около 11,20 % семей и 13,70 % общего населения находились ниже черты бедности, в том числе — 16,60 % молодежи (тех, кому ещё не исполнилось 18 лет) и 10,20 % тех, кому было уже больше 65 лет.

## Достопримечательности
Пейнтед-Хиллз, буквально Раскрашенные холмы, занесённые в список Семи чудес штата Орегон.